# Zaglyptomorpha danunciae
Zaglyptomorpha danunciae är en stekelart som beskrevs av Alfred Byrd Graf 1979. Zaglyptomorpha danunciae ingår i släktet Zaglyptomorpha och familjen brokparasitsteklar. Inga underarter finns listade i Catalogue of Life.